# Леопольд Грундвальд
Леопольд Грундвальд (нім. Leopold Grundwald, 28 жовтня 1891 – квітень 1969) — австрійський футболіст, що грав на позиції нападника.
Виступав за клуб «Рапід» (Відень), а також національну збірну Австрії. Семиразовий чемпіон Австрії і дворазовий володар Кубка Австрії. 

## Клубна кар'єра
У дорослому футболі дебютував 1910 року виступами за команду клубу «Рапід» (Відень), кольори якої і захищав протягом усієї своєї кар'єри гравця, що тривала одинадцять років. Сім разів виборював титул чемпіона Австрії, двічі ставав володарем Кубка Австрії.

## Виступи за збірну
1912 року дебютував в офіційних матчах у складі національної збірної Австрії. Це відбулось у матчах втішного турніру футбольного турніру Олімпійських ігор 1912 року. У трьох матчах з Грундвальдом у складі австрійська збірна  перемогла Норвегію (1:0) і Італію (5:1, забив два голи), але поступилась Угорщині (0:3).
Протягом кар'єри у національній команді провів у формі головної команди країни 8 матчів, забивши 2 голи.

## Титули і досягнення
- Чемпіон Австрії (7):

«Рапід» (Відень):  1911-1912, 1912-1913, 1915-1916, 1916-1917, 1918-1919, 1919-1920, 1920-1921
- Володар Кубка Австрії (2):

«Рапід» (Відень):  1918-1919, 1919-1920